# Bronvaux
Bronvaux település Franciaországban, Moselle megyében. Lakosainak száma 504 fő (2022. január 1.). Bronvaux Fèves, Marange-Silvange és Roncourt községekkel határos.

## Népesség
A település népességének változása:
| Lakosok száma | 548  | 562  | 545  | 562  | 558  | 562  | 546  | 525  | 518  | 504  |
|               | 1968 | 1982 | 1990 | 2006 | 2013 | 2015 | 2017 | 2019 | 2020 | 2022 |